# Christoph Gottlob Vent
Johann Christoph Gottlob Vent  (* 1752; † 15. April 1822) war ein deutscher Ingenieuroffizier.
In dieser Eigenschaft war Vent ab 1790 in sachsen-weimarischen Diensten als Kontrolleur der Rechnungsführung nachweisbar. Das betraf hauptsächlich das Bauwesen. Bei dem Rechnungswesen für den Wiederaufbau des Stadtschlosses, welches 1774 abgebrannt war, war er kurz vor dessen Vollendung 1803 eingesetzt gewesen. In dieser Eigenschaft hatte Vent auch mit Goethe zu tun, dessen Mitarbeiter er war. Vent war Mitglied des Baudepartements in Weimar. Zeitweilig war er Vorgesetzter von Clemens Wenzeslaus Coudray ab dessen Dienstantritt 1816, was zu Spannungen führte, da dieser als Oberbaudirektor den Vorsitz über die Oberbaubehörde beanspruchte. Die letzten Angaben im sachsen-weimarischen Staatshandbuch weisen Vent als Hauptmann aus. Die Stationen: 1790 Fähnrich, 1792 Leutnant, 1802. Hauptmann.
Bekannt ist, dass Goethe einst Gutsbesitzer von 1798 bis 1803 in Oberroßla war. Goethe schrieb an Christiane Vulpius einen Brief vom 30. März 1798, wonach Goethe diese anweist, zwei Flurkarten von Oberroßla an den „Lieutenant Vent“ zu schicken.

## Schriften
- Abhandlung über eine Verbesserung der einfachen Zugrammen, mit Anwendung auf diejenigen, welche im Jahre 1783 in Potsdamm bey dem K. P. Bauinspector Herrn Manger beschrieben wurden. In: Leipziger Magazin für reine und angewandte Mathematik , 1788, S. 61–85 (online).